# Giuliana Olmos

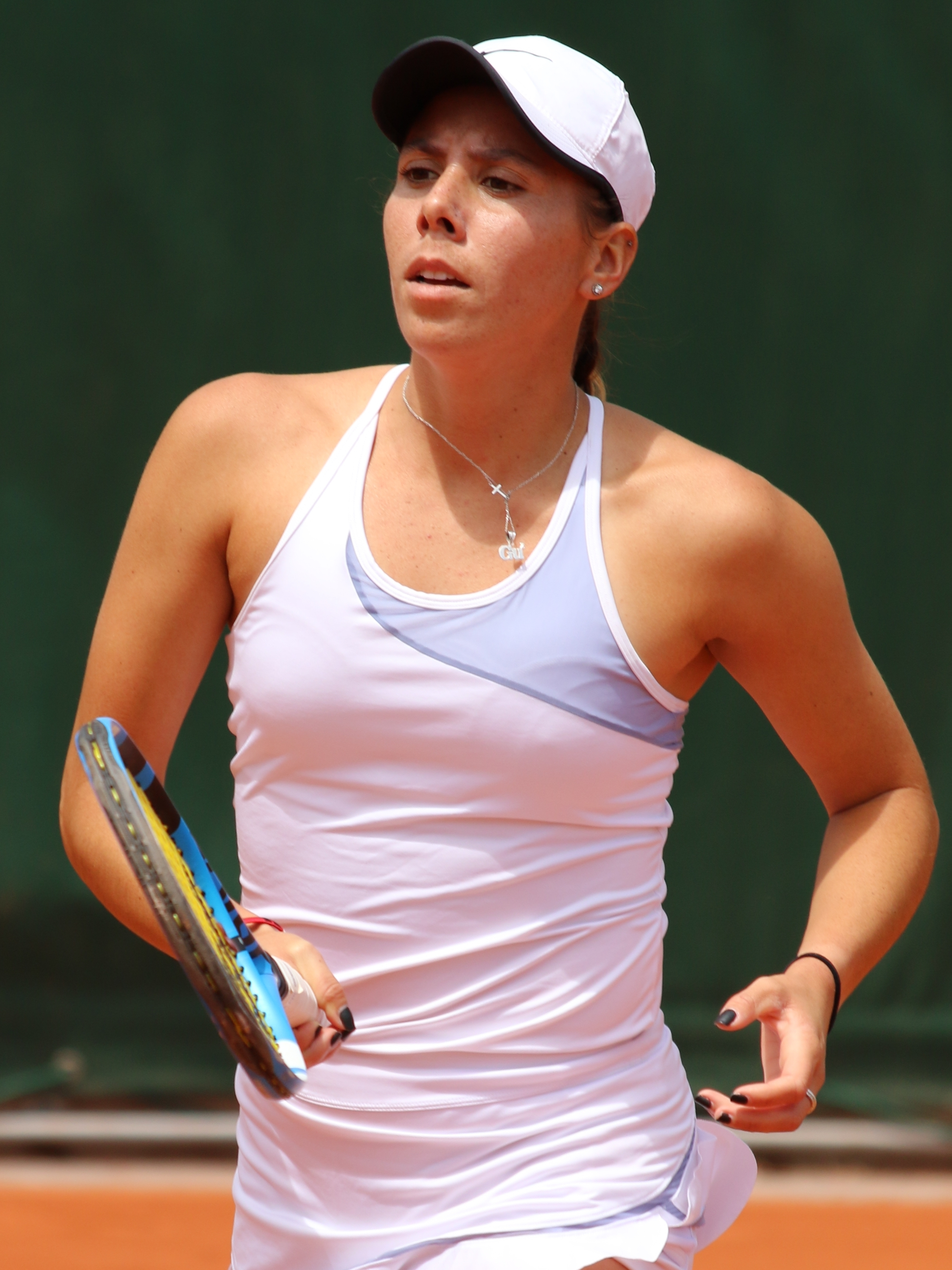
Roland Garros 2019

Dit is een Spaanse naam; Olmos is de vadernaam en Dick is de moedernaam.
Giuliana Marion Olmos Dick (Schwarzach, 4 maart 1993) is een tennisspeelster uit Mexico, geboren in Oostenrijk. Olmos begon met tennis toen zij vijf jaar oud was. Haar favoriete ondergrond is hardcourt. Zij speelt rechtshandig en heeft een tweehandige backhand. Zij woont in Fremont (Californië), en studeerde internationale betrekkingen aan de University of Southern California. Zij is actief in het internationale tennis sinds 2008.

## Loopbaan

### Enkelspel
Olmos debuteerde in 2008 op het ITF-toernooi van Mazatlán (Mexico). Zij stond in 2015 voor het eerst in een finale, op het ITF-toernooi van Manzanillo (Mexico) – hier veroverde zij haar eerste titel, door de Chileense Fernanda Brito te verslaan. Tot op heden(februari 2025) won zij vier ITF-titels.
In 2017 kwalificeerde Olmos zich voor het eerst voor een WTA-hoofdtoernooi, op het toernooi van Hua Hin. In 2019 won zij haar eerste WTA-partij, op het toernooi van Newport Beach tegen Russin Valerija Savinych.

### Dubbelspel
Olmos behaalde in het dubbelspel betere resultaten dan in het enkelspel. Zij debuteerde in 2008 op het ITF-toernooi van Mazatlán (Mexico), samen met landgenote Thais Romero. Zij stond in 2015 voor het eerst in een finale, op het ITF-toernooi van Manzanillo (Mexico), samen met landgenote Constanza Gorches – zij verloren van het duo Camila Fuentes en Francesca Segarelli. In 2017 veroverde Olmos haar eerste titel, op het ITF-toernooi van Fort-de-France (Martinique), samen met de Amerikaanse Desirae Krawczyk, door het Franse duo Sara Čakarević en Emmanuelle Salas te verslaan. Tot op heden(februari 2025) won zij elf ITF-titels, de meest recente in 2021 in Tyler (VS), samen met landgenote Marcela Zacarías.
In 2017 speelde Olmos voor het eerst op een WTA-hoofdtoernooi, op het toernooi van Acapulco, samen met landgenote Renata Zarazúa. Na haar optreden op het WTA-toernooi van Hua Hin 2017, waar zij – met de Amerikaanse Desirae Krawczyk aan haar zijde – de tweede ronde bereikte, kwam zij binnen in de top 100 van de wereldranglijst. Zij stond in 2018 voor het eerst in een WTA-finale, op het toernooi van Monterrey, weer samen met Desirae Krawczyk – zij verloren van het koppel Naomi Broady en Sara Sorribes Tormo. Hiermee werd zij de eerste Mexicaanse speelster in het open tijdperk die een WTA-finale bereikte. Olmos speelde haar eerste grandslamwedstrijd op het dubbelspeltoernooi van Wimbledon 2018, samen met de Tsjechische Eva Hrdinová. Een jaar later, op Wimbledon 2019, won zij haar eerste grandslamwedstrijd, met de Amerikaanse Desirae Krawczyk aan haar zijde.
In februari 2021 bereikte Olmos, met de Canadese Sharon Fichman aan haar zijde, de kwartfinale op het Australian Open bij haar eerste deelname aan het Australische grandslamtoernooi. In april bereikte zij de halve finale op het WTA-toernooi van Miami, samen met de Canadese Gabriela Dabrowski – daarmee kwam zij binnen in de top 50 van de wereldranglijst. In mei won Olmos, samen met de Canadese Sharon Fichman, het WTA 1000-toernooi van Rome. Olmos en Fichman mochten meedoen met het dubbelspel van het eindejaarstoernooi, maar zij kwamen niet uit de groepsfase. Wel maakte zij hierdoor haar entrée in de top 20.
In 2022 won zij – terug met Gabriela Dabrowski – het WTA 1000-toernooi van Madrid. Op het US Open bereikte zij, met Dabrowski, de kwartfinale. Daarmee betrad zij de top tien van de wereldranglijst. In september won zij met Dabrowski op het WTA-toernooi van Tokio haar vijfde titel.
Tot op heden(februari 2025) won zij zeven WTA-titels, de meest recente in 2025 in Singapore, terug met de Amerikaanse Desirae Krawczyk.
Haar hoogste notering op de WTA-ranglijst is de 6e plaats, die zij bereikte in april 2023.

#### Gemengd dubbelspel
In deze discipline bereikte Olmos de finale van het US Open 2021, samen met Marcelo Arévalo uit El Salvador. In 2024 bereikte zij nogmaals een grandslamfinale, op Wimbledon geflankeerd door landgenoot Santiago González.

### Tennis in teamverband
In de periode 2010–2024 maakte Olmos deel uit van het Mexicaanse Fed Cup-team – zij behaalde daar een winst/verlies-balans van 19–17.

## Posities op deWTA-ranglijst
Positie per einde seizoen:
| jaar | rang enkelspel | rang dubbelspel |
| ---- | -------------- | --------------- |
| 2015 | 574            | 997             |
| 2016 | 728            | 759             |
| 2017 | 376            | 101             |
| 2018 | 536            | 85              |
| 2019 | 344            | 74              |
| 2020 | 472            | 61              |
| 2021 | 669            | 18              |
| 2022 | 731            | 8               |
| 2023 | –              | 25              |
| 2024 | –              | 34              |

## Palmares
| Legenda                 |
| ----------------------- |
| Grandslamtoernooi       |
| Olympische Spelen       |
| Year-End Championships  |
| Premier Mandatory       |
| Premier Five / WTA 1000 |
| Premier / WTA 500       |
| International / WTA 250 |
| Challenger / WTA 125    |

### WTA-finaleplaatsen enkelspel
geen

### WTA-finaleplaatsen vrouwendubbelspel
| nr.              | finale     | toernooi        | ondergrond    | partner                  | tegenstandsters                                   | score             |         |
| ---------------- | ---------- | --------------- | ------------- | ------------------------ | ------------------------------------------------- | ----------------- | ------- |
| gewonnen finales |            |                 |               |                          |                                                   |                   |         |
| 1.               | 2019-06-16 | WTA Nottingham  | gras          | Desirae Krawczyk         | Ellen Perez Arina Rodionova                       | 7-6, 7-5          | details |
| 2.               | 2020-02-29 | WTA Acapulco    | hardcourt     | Desirae Krawczyk         | Kateryna Bondarenko Sharon Fichman                | 6-3, 7-6          | details |
| 3.               | 2021-05-16 | WTA Rome        | gravel        | Sharon Fichman           | Kristina Mladenovic Markéta Vondroušová           | 4-6, 7-5, [10-5]  | details |
| 4.               | 2022-05-07 | WTA Madrid      | gravel        | Gabriela Dabrowski       | Desirae Krawczyk Demi Schuurs                     | 7-6, 5-7, [10-7]  | details |
| 5.               | 2022-09-25 | WTA Tokio       | hardcourt     | Gabriela Dabrowski       | Nicole Melichar-Martinez Ellen Perez              | 6-4, 6-4          | details |
| 6.               | 2024-01-13 | WTA Hobart      | hardcourt     | Chan Hao-ching           | Guo Hanyu Jiang Xinyu                             | 6-3, 6-3          | details |
| 7.               | 2025-02-02 | WTA Singapore   | hardcourt (i) | Desirae Krawczyk         | Wang Xinyu Zheng Saisai                           | 7-5, 6-0          | details |
| verloren finales |            |                 |               |                          |                                                   |                   |         |
| 01.              | 2018-04-08 | WTA Monterrey   | hardcourt     | Desirae Krawczyk         | Naomi Broady Sara Sorribes Tormo                  | 6-3, 4-6, [8-10]  | details |
| 02.              | 2018-11-17 | WTA Houston     | hardcourt     | Desirae Krawczyk         | Maegan Manasse Jessica Pegula                     | 6-1, 4-6, [8-10]  | details |
| 03.              | 2019-03-02 | WTA Acapulco    | hardcourt     | Desirae Krawczyk         | Viktoryja Azarenka Zheng Saisai                   | 1-6, 2-6          | details |
| 04.              | 2019-09-21 | WTA Guangzhou   | hardcourt     | Alexa Guarachi           | Peng Shuai Laura Siegemund                        | 2-6, 1-6          | details |
| 05.              | 2021-03-13 | WTA Guadalajara | hardcourt     | Desirae Krawczyk         | Ellen Perez Astra Sharma                          | 4-6, 4-6          | details |
| 06.              | 2022-05-15 | WTA Rome        | gravel        | Gabriela Dabrowski       | Veronika Koedermetova Anastasija Pavljoetsjenkova | 6-1, 4-6, [7-10]  | details |
| 07.              | 2022-10-16 | WTA San Diego   | hardcourt     | Gabriela Dabrowski       | Cori Gauff Jessica Pegula                         | 6-1, 5-7, [4-10]  | details |
| 08.              | 2023-04-09 | WTA Charleston  | gravel        | Ena Shibahara            | Danielle Collins Desirae Krawczyk                 | 6-0, 4-6, [12-14] | details |
| 09.              | 2023-04-23 | WTA Stuttgart   | gravel (i)    | Nicole Melichar-Martinez | Desirae Krawczyk Demi Schuurs                     | 4-6, 1-6          | details |
| 10.              | 2023-05-21 | WTA Florence    | gravel        | Asia Muhammad            | Vivian Heisen Ingrid Neel                         | 6-1, 2-6, [8-10]  | details |
| 11.              | 2023-05-27 | WTA Straatsburg | gravel        | Desirae Krawczyk         | Xu Yifan Yang Zhaoxuan                            | 3-6, 2-6          | details |
| 12.              | 2023-10-08 | WTA Peking      | hardcourt     | Chan Hao-ching           | Marie Bouzková Sara Sorribes Tormo                | 6-3, 0-6, [4-10]  | details |
| 13.              | 2024-08-24 | WTA Monterrey   | hardcourt     | Aleksandra Panova        | Guo Hanyu Monica Niculescu                        | 6-3, 3-6, [4-10]  | details |

### Finaleplaatsen gemengd dubbelspel
| nr.              | finale     | toernooi  | ondergrond | partner           | tegenstanders                  | score    |         |
| ---------------- | ---------- | --------- | ---------- | ----------------- | ------------------------------ | -------- | ------- |
| gewonnen finales |            |           |            |                   |                                |          |         |
| geen             |            |           |            |                   |                                |          |         |
| verloren finales |            |           |            |                   |                                |          |         |
| 1.               | 2021-09-11 | US Open   | hardcourt  | Marcelo Arévalo   | Desirae Krawczyk Joe Salisbury | 5-7, 2-6 | details |
| 2.               | 2024-07-14 | Wimbledon | gras       | Santiago González | Hsieh Su-wei Jan Zieliński     | 4-6, 2-6 | details |

### Gewonnen ITF-toernooien enkelspel
| nr. | finale     | toernooi       | dotatie | ondergrond | tegenstandster in finale | score         |
| --- | ---------- | -------------- | ------- | ---------- | ------------------------ | ------------- |
| 1.  | 2015-06-07 | Manzanillo     | $10.000 | hardcourt  | Fernanda Brito           | 4-6, 7-6, 6-0 |
| 2.  | 2015-06-14 | Manzanillo     | $10.000 | hardcourt  | Gaia Sanesi              | 6-1, 6-2      |
| 3.  | 2015-06-28 | Manzanillo     | $10.000 | hardcourt  | Nazari Urbina            | 5-7, 6-2, 7-5 |
| 4.  | 2017-01-15 | Fort-de-France | $15.000 | hardcourt  | Monika Kilnarová         | 7-5, 6-1      |

### Gewonnen ITF-toernooien dubbelspel
| nr. | finale     | toernooi                  | dotatie  | ondergrond | partner           | tegenstandsters in finale           | score            |
| --- | ---------- | ------------------------- | -------- | ---------- | ----------------- | ----------------------------------- | ---------------- |
| 01. | 2017-01-15 | Fort-de-France            | $15.000  | hardcourt  | Desirae Krawczyk  | Sara Čakarević Emmanuelle Salas     | 6-3, 6-2         |
| 02. | 2017-01-28 | Saint-Martin              | $15.000  | hardcourt  | Desirae Krawczyk  | Chayenne Ewijk Rosalie van der Hoek | 6-1, 6-1         |
| 03. | 2017-04-15 | Irapuato                  | $25.000  | hardcourt  | Desirae Krawczyk  | Ronit Yurovsky Marcela Zacarías     | 6-1, 6-0         |
| 04. | 2017-05-19 | Incheon                   | $25.000  | hardcourt  | Desirae Krawczyk  | Choi Ji-hee Kim Na-ri               | 6-3, 2-6, [10-8] |
| 05. | 2017-06-17 | Sumter                    | $25.000  | hardcourt  | Kaitlyn Christian | Ellen Perez Luisa Stefani           | 6-2, 3-6, [10-7] |
| 06. | 2017-07-29 | Sacramento                | $60.000  | hardcourt  | Desirae Krawczyk  | Jovana Jakšić Vera Lapko            | 6-1, 6-2         |
| 07. | 2017-08-05 | Fort Worth                | $25.000  | hardcourt  | Ellen Perez       | Miharu Imanishi Ayaka Okuno         | 6-4, 6-3         |
| 08. | 2017-10-01 | Templeton                 | $60.000  | hardcourt  | Kaitlyn Christian | Viktorija Golubic Amra Sadiković    | 7-5, 6-3         |
| 09. | 2018-05-27 | Les Franqueses del Vallès | $25.000  | hardcourt  | Laura Pigossi     | Raluca Șerban Pranjala Yadlapalli   | 6-4, 6-4         |
| 10. | 2018-08-19 | Vancouver                 | $100.000 | hardcourt  | Desirae Krawczyk  | Kateryna Kozlova Arantxa Rus        | 6-2, 7-5         |
| 11. | 2021-10-31 | Tyler                     | $80.000  | hardcourt  | Marcela Zacarías  | Misaki Doi Katarzyna Kawa           | 7-5, 1-6, [10-5] |

## Resultaten grandslamtoernooien
| Legenda | Legenda                          |
| ------- | -------------------------------- |
| g.t.    | geen toernooi gehouden           |
| l.c.    | lagere categorie                 |
| –       | niet deelgenomen                 |
| G       | uitgeschakeld in de groepsfase   |
| 1R      | uitgeschakeld in de eerste ronde |
| 2R      | uitgeschakeld in de tweede ronde |
| 3R      | uitgeschakeld in de derde ronde  |
| 4R      | uitgeschakeld in de vierde ronde |
| KF      | uitgeschakeld in de kwartfinale  |
| HF      | uitgeschakeld in de halve finale |
| F       | de finale verloren               |
| W       | het toernooi gewonnen            |
| w-v     | winst/verlies-balans             |

### Enkelspel
geen deelname

### Vrouwendubbelspel
| toernooi        | 2018 | 2019 | 2020 | 2021 | 2022 | 2023 | 2024 | 2025 |
| --------------- | ---- | ---- | ---- | ---- | ---- | ---- | ---- | ---- |
| Australian Open | –    | –    | –    | KF   | 2R   | 3R   | 2R   | 1R   |
| Roland Garros   | –    | 1R   | 2R   | 3R   | 3R   | 3R   | KF   |      |
| Wimbledon       | 1R   | 2R   | g.t. | 3R   | 3R   | 1R   | 1R   |      |
| US Open         | –    | 1R   | 1R   | 1R   | KF   | 2R   | 2R   |      |

### Gemengd dubbelspel
| toernooi        | 2021 | 2022 | 2023 | 2024 | 2025 |
| --------------- | ---- | ---- | ---- | ---- | ---- |
| Australian Open | –    | 2R   | 2R   | 1R   | 1R   |
| Roland Garros   | HF   | 1R   | 2R   | –    |      |
| Wimbledon       | 1R   | 1R   | 1R   | F    |      |
| US Open         | F    | 1R   | 2R   | 2R   |      |